# Jerzy Kulej
Jerzy Zdzisław Kulej (ur. 19 października 1940 w Częstochowie, zm. 13 lipca 2012 w Warszawie) – polski bokser, dwukrotny mistrz olimpijski, komentator sportowy, poseł na Sejm IV kadencji.

## Życiorys
Był synem Mieczysława. Wychowywał się w częstochowskiej dzielnicy Ostatni Grosz. W wieku 12 lat poznał trenera boksu Wincentego Szyińskiego, który jednak nie zezwolił mu wówczas na treningi z uwagi na zbyt młody wiek. Karierę boksera rozpoczął cztery lata później w 1955 w Starcie Częstochowa. W 1958 zadebiutował w reprezentacji Polski, której trenerem był wówczas Feliks Stamm. W 1963 na mistrzostwach Europy w Moskwie wywalczył złoty medal w wadze lekkopółśredniej, pokonując obrońcę złotego medalu Aloizsa Tumiņša ze Związku Radzieckiego.
Pierwszy złoty medal olimpijski wywalczył na Letnich Igrzyskach Olimpijskich w Tokio w 1964. W walce finałowej pokonał reprezentanta ZSRR Jewgienija Frołowa. W 1965 ponownie został mistrzem Europy, a w 1967 wicemistrzem. Na Letnich Igrzyskach Olimpijskich w Meksyku w 1968 powtórzył osiągnięcie z Tokio – po pojedynku z Kubańczykiem Enrique Regüeiferosem zdobył drugi złoty medal (wygrał stosunkiem głosów 3:2 przy punktacji sędziów 59:58, 60:59, 60:59, 59:60, 59:60). W trakcie kariery bokserskiej stoczył 348 walk, 317 wygrał, 6 zremisował i 25 przegrał.
W latach 1962–1972 był formalnie zatrudniony w Komendzie Stołecznej Milicji Obywatelskiej w Warszawie, gdzie doszedł do stopnia kapitana MO. W 1972 ukończył studia na Wydziale Nauczycielsko-Trenerskim Akademii Wychowania Fizycznego w Warszawie. W tym samym roku odszedł ze służby w Milicji Obywatelskiej, której był formalnie funkcjonariuszem jako zawodnik Gwardii Warszawa. Pracował także jako nauczyciel wychowania fizycznego.
Od 1975 do 1990 należał do Polskiej Zjednoczonej Partii Robotniczej. W wyborach parlamentarnych w 1991 i 1993 kandydował do Sejmu (odpowiednio z listy Polskiej Partii Przyjaciół Piwa oraz Samoobrony – Leppera). W latach 2001–2005 był posłem na Sejm wybranym z listy Sojuszu Lewicy Demokratycznej z okręgu warszawskiego. W 2004 przeszedł do Socjaldemokracji Polskiej, w 2005 z jej ramienia bezskutecznie ubiegał się o reelekcję w wyborach parlamentarnych.
Od lat 90. wspierał zawodników Mazura Ełk, okazjonalnie ich trenując. Pracował również jako komentator sportowy m.in. na antenie Polsatu Sport. Był konsultantem przy produkcji Ogniem i mieczem (oraz serialu pod tym samym tytułem), gościnnie wystąpił w Przepraszam, czy tu biją? oraz w filmie biograficznym Papa Stamm. W 1996 opublikował autobiografię Jerzy Kulej – dwie strony medalu.
10 grudnia 2011 doznał rozległego zawału serca. Siedem miesięcy później zmarł w Mazowieckim Szpitalu Bródnowskim w Warszawie. Bezpośrednią przyczyną zgonu była choroba nowotworowa. Uroczystości pogrzebowe odbyły się 20 lipca 2012 w katedrze polowej Wojska Polskiego w Warszawie z udziałem przedstawicieli władz państwowych, a także ludzi sportu i kultury. Pochowany został w Alei Zasłużonych na Cmentarzu Wojskowym na Powązkach (kwatera G-tuje-4).

## Odznaczenia, wyróżnienia i upamiętnienie
Otrzymał Złote Odznaczenie im. Janka Krasickiego, czterokrotnie Złoty Medal za Wybitne Osiągnięcia Sportowe, odznaki Mistrz Sportu i Zasłużony Mistrz Sportu, Złoty Krzyż Zasługi, a także Krzyż Oficerski Orderu Odrodzenia Polski. W 1998, za wybitne zasługi dla ruchu olimpijskiego, za działalność na rzecz rozwoju i propagowania kultury fizycznej oraz osiągnięcia sportowe, został odznaczony przez prezydenta Aleksandra Kwaśniewskiego Krzyżem Komandorskim Orderu Odrodzenia Polski. W 1995 otrzymał Nagrodę im. Aleksandra Rekszy. W 2017 jego imieniem nazwano rondo w rodzinnej Częstochowie.

## Odniesienia w kulturze masowej
Życiu Jerzego Kuleja poświęcony został film Xawerego Żuławskiego pt. Kulej. Dwie strony medalu z 2024. W postać boksera wcielił się Tomasz Włosok.